# Anydri-Schlucht

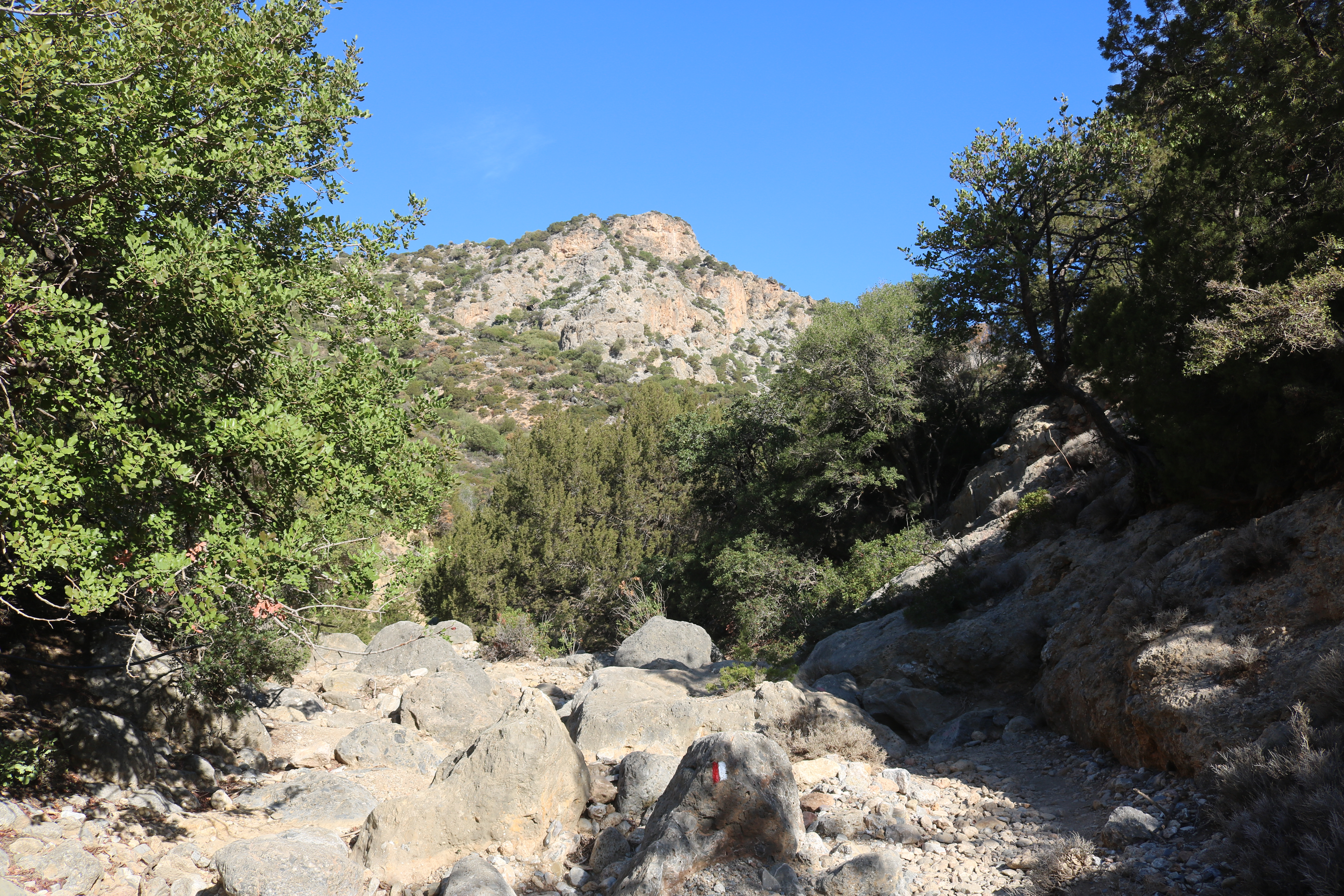
Anidri-Schlucht

Die Anydri-Schlucht (griechisch Φαράγγι Ανύδρων Farángi Anýdron) ist eine Schlucht nahe der gleichnamigen Ortschaft Anydri auf der griechischen Insel Kreta. Die Nähe zum Touristenort Paleochora macht sie zu einem viel besuchten Wanderziel.

## Lage und Schluchtverlauf

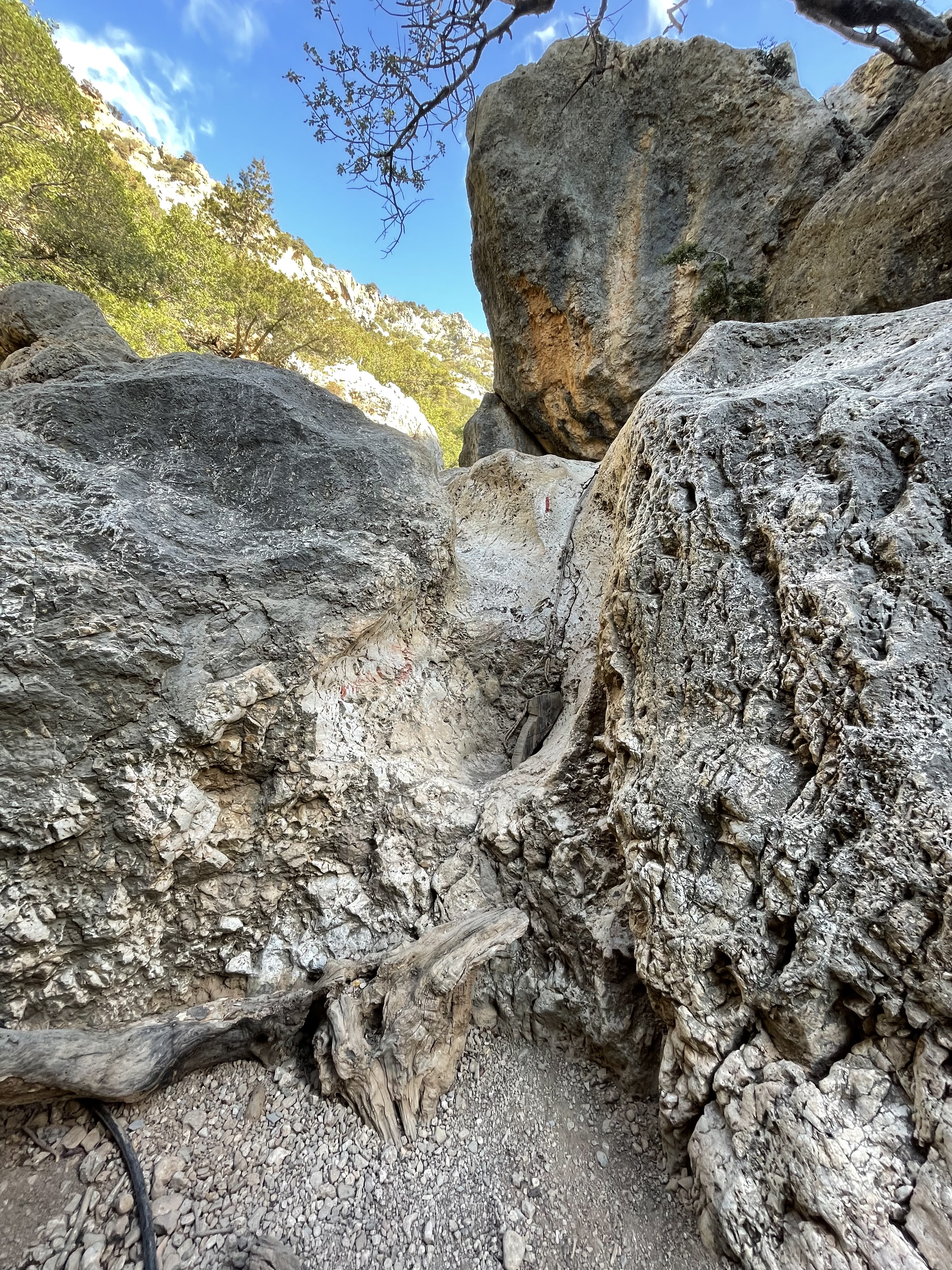
Steilstufe in unteren Schluchtbereich

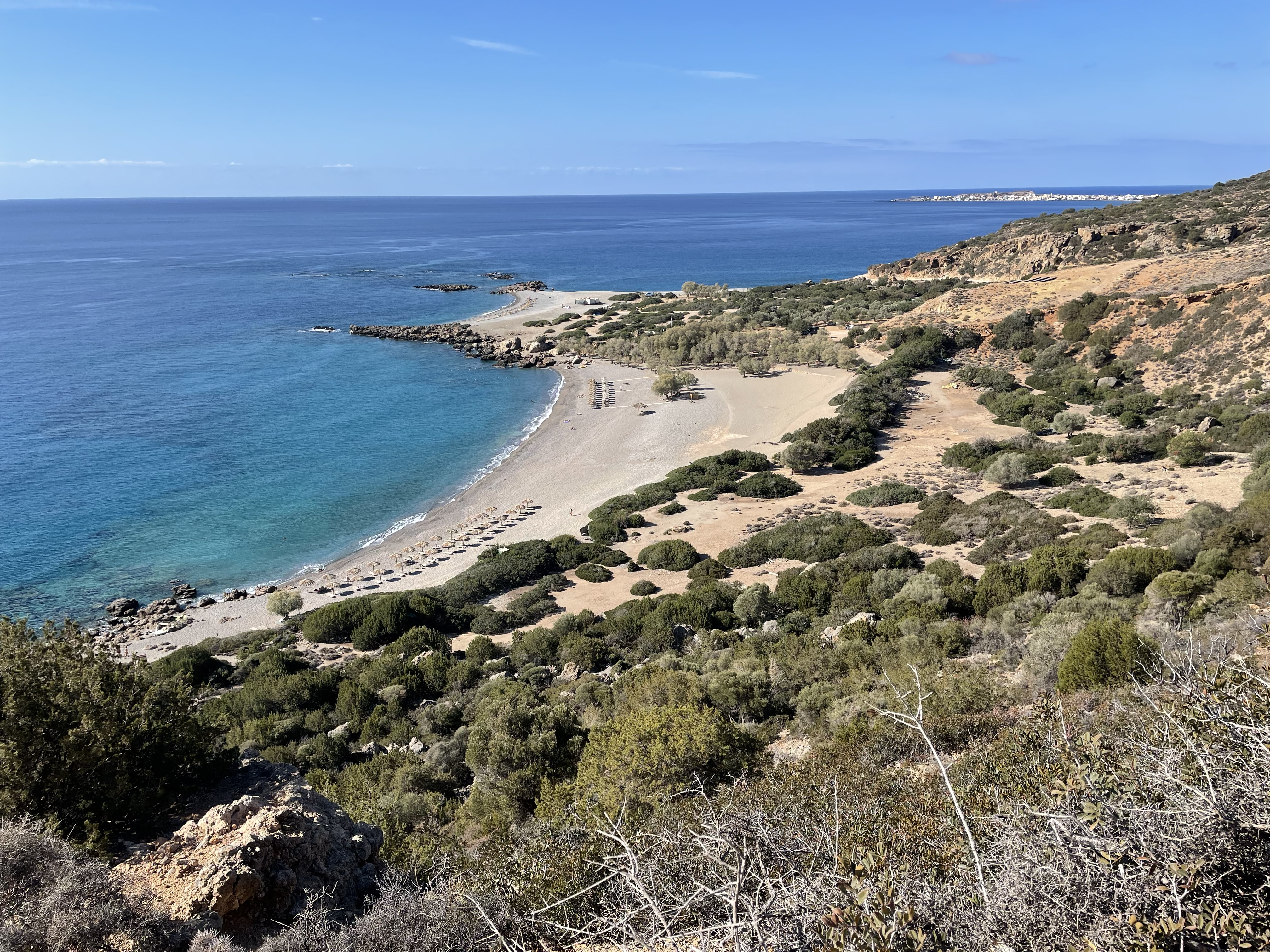
Gialiskari-Strand am Schluchtausgang

Die Schlucht befindet sich im Regionalbezirk Chania im Südwesten Kretas etwa fünf Kilometer nordöstlich des Küstenortes Paleochora nahe des Bergdorfes Anydri. Von dort verläuft sie nach Süden und mündet nach etwa zweieinhalb Kilometer ins Libysche Meer.
In Anydri wird von der Ortsmitte zunächst vorbei an der byzantinischen Dorfkirche Agios Georgios zum unteren Dorfrand abgestiegen. Der im weiteren Verlauf felsige Pfad durch das Schluchtbett setzt Trittsicherheit voraus, eine etwa drei Meter hohe Steilstufe ist mit einem Seil gesichert.
Nach einer guten Stunde, kurz vor der Schluchteinmündung ins Libysche Meer, wird ein Fahrweg erreicht. Nach Osten kommt man auf diesem zum bis auf eine Taverne unverbauten Strand Paralia Gialiskari (auch Paralia Anydron), nach Westen zurück nach Paleochora.
Ausgenommen nach Tagen mit starken Niederschlägen ist die Schlucht ganzjährig begehbar.

## In der Nähe
- Agia-Irini-Schlucht
- Samaria-Schlucht